# Łęg olszowy gwiazdnicowy
Łęg olszowy gwiazdnicowy (Stellario nemorum-Alnetum glutinosae Lohm. 1957) – zespół roślinności charakteryzujący się dominującym udziałem olszy czarnej (Alnus glutinosa) w drzewostanie. W runie występują takie gatunki jak: gwiazdnica gajowa (Stellaria nemorum), świerząbek korzenny (Chaerophyllum aromaticum), bniec czerwony (Melandrium rubrum), pióropusznik strusi (Matteucia struthiopteris). Zbiorowisko to notowane jest na terenie Niemiec, Czech i Słowacji. W Polsce występuje nielicznie w pasie nizin, szczególnie w północno-wschodniej części kraju, rzadko w pasie wyżyn i na pogórzu. Las łęgowy należący do grupy łęgów niżowych. Jedyne stwierdzone stanowisko dla polskiego pasa pogórzy i gór znajduje się w dorzeczu rzeki Wieprzówka (Bloch, Piątek 2007 - źródło).
Charakterystyczna kombinacja gatunków
ChCl.: klon polny (Acer campestre), klon pospolity (Acer platanoides), podagrycznik pospolity (Aegopodium podagraria), zawilec gajowy (Anemone nemorosa), kłosownica leśna (Brachypodium sylvaticum), dzwonek pokrzywolistny (Campanula trachelium), turzyca palczasta (Carex digitata), leszczyna pospolita (Corylus avellana), kruszczyk szerokolistny (Epipactis helleborine), trzmielina zwyczajna (Euonymus europaeus), trzmielina brodawkowata (Euonymus verrucosus), jesion wyniosły (Fraxinus excelsior), przylaszczka pospolita (Hepatica nobilis), łuskiewnik różowy (Lathraea squamaria), wiciokrzew suchodrzew (Lonicera xylosteum), perłówka zwisła (Melica nutans), wiechlina gajowa (Poa nemoralis), jaskier różnolistny (Ranunculus auricomus), porzeczka alpejska (Ribes alpinum), szałwia lepka (Salvia glutinosa), cebulica dwulistna (Scilla bifolia)
ChO.: piżmaczek wiosenny (Adoxa moschatellina), czosnek niedźwiedzi (Allium ursinum), zawilec żółty (Anemone ranunculoides), sałatnica leśna (Aposeris foetida), kopytnik pospolity (Asarum europaeum), jarzmianka większa (Astrantia major), żórawiec falisty (Atrichum undulatum), turzyca leśna (Carex sylvatica), kokorycz pusta (Corydalis cava), kokorycz wątła (Corydalis intermedia), kokorycz drobna (Corydalis pumila), wawrzynek wilczełyko (Daphne mezereum), nerecznica samcza (Dryopteris filix-mas), wilczomlecz migdałolistny (Euphorbia amygdaloides), wilczomlecz słodki (Euphorbia dulcis), dzióbkowiec bruzdowany (Eurhynchium striatum), ziarnopłon wiosenny (Ficaria verna), złoć mała (Gagea minima), gajowiec żółty (Lamiastrum galeobdolon), przytulia wonna (Galium odoratum), niecierpek pospolity (Impatiens noli-tangere), zdrojówka rutewkowata (Isopyrum thalictroides), groszek wiosenny (Lathyrus vernus), lilia złotogłów (Lilium martagon), tojeść gajowa (Lysimachia nemorum), szczyr trwały (Mercurialis perennis), prosownica rozpierzchła (Milium effusum), gnieźnik leśny (Neottia nidus-avis), czworolist pospolity (Paris quadrifolia), zerwa kłosowa (Phyteuma spicatum), kokoryczka wielokwiatowa (Polygonatum multiflorum), pierwiosnek wyniosły (Primula elatior), miodunka ćma (Pulmonaria obscura), miodunka plamista (agg.) (Pulmonaria officinalis), jaskier kaszubski (Ranunculus cassubicus), jaskier kosmaty (Ranunculus lanuginosus), żankiel zwyczajny (Sanicula europaea), trędownik bulwiasty (Scrophularia nodosa), czyściec leśny (Stachys sylvatica), przetacznik górski (Veronica montana), fiołek leśny (Viola reichenbachiana)
ChAll.: perz psi (Elymus caninus), olsza szara (Alnus incana), turzyca zwisła (Carex pendula), turzyca rzadkokłosa (Carex remota), turzyca zgrzebłowata (Carex strigosa), śledziennica skrętolistna (Chrysosplenium alternifolium), czartawa drobna (Circaea alpina), czartawa pośrednia (Circaea intermedia), czartawa pospolita (Circaea lutetiana), skrzyp olbrzymi (Equisetum telmateia), kostrzewa olbrzymia (Festuca gigantea), ziarnopłon wiosenny (Ficaria verna), złoć żółta (Gagea lutea), pióropusznik strusi (Matteuccia struthiopteris), czeremcha zwyczajna (Prunus padus), płożymerzyk falisty (Plagiomnium undulatum), porzeczka dzika (Ribes spicatum), szczaw gajowy (Rumex sanguineus), gwiazdnica gajowa (Stellaria nemorum), wiąz pospolity (Ulmus minor)
DAss.: rutewka orlikolistna (Thalictrum aquilegiifolium), świerząbek korzenny (Chaerophyllum aromaticum), skrzyp łąkowy (Equisetum pratense), bniec czerwony (Silene dioica)
ChAss.: gwiazdnica gajowa (Stellaria nemorum) (regionalnie), pióropusznik strusi (Matteuccia struthiopteris) (regionalnie), perz psi (Elymus caninus) (regionalnie)